# Бременская государственная и университетская библиотека
Бременская государственная и университетская библиотека (нем. Staats- und Universitätsbibliothek Bremen, SUB Bremen или SuUB) — публичная академическая библиотека, расположенная в городе Бремен; является крупнейшей библиотекой региона — является как центральной библиотекой для Бременского университета, так и для других университетов и исследовательских институтов земли. Книжная коллекция насчитывает более 3,4 миллионов томов: специализируется на журналистике и СМИ. Поддерживается властями Вольного ганзейского города Бремен и выполняет функции архивной библиотеки. Ведёт свою историю с 1660 года, когда была основана первая городская «Bibliotheka Bremensis».

## История
В 1628 году юрист-консультант (Syndicus) городского совета Бремена Герлах Буксдорф оставил свои книги в наследство городу. В 1646 году совет приобрёл книги и рукописи учёного Мельхиора Гольдаста, что увеличило фонды на 2000 томов. В 1660 году фонды были открыты для широкой публики как библиотека «Bibliotheka Bremensis», разместившаяся в доминиканском монастыре Святой Екатерины.
Библиотекарь Иоганн Георг Коль в период между 1863 и 1878 годами составил каталог библиотеки, а библиотекарь Генрих Бултхаупт инициировал строительство нового здания: оно было построено в 1897 году по проекту архитектора Иоганна Георга Поппе (Johann Georg Poppe, 1837—1915). Гиперинфляция 1920-х годов затруднила функционирование библиотеки, ставшей в 1927 году государственной. В период с 1933 по 1936 год фонды были значительно «очищены»: 7000 томов были изъяты как несоответствующие национал-социалистической идеологии.
В 1944 году библиотечное здание пострадало от бомбардировок; библиотека смогла возобновить свою работу после возвращения перемещенных фондов в 1948 году. Ряд фондов, оказавшихся на территории ГДР или перемещённых в СССР (включая Библиотеку Тбилисского университета), были возвращены после 1989 года.
К 1964 году библиотека насчитывала 350 000 томов. В 1965 году, когда был основан университет Бремена, было принято решение, что будущая университетская библиотека будет частью существующей государственной библиотеки. В 1975 году открылось новое библиотечное здание на территории университетского городка. В 2015 году библиотеку посетили около 42 000 пользователей, взявших на руки 2 122 975 книг. Около 95 % всех носителей информации, приобретенных после 1966 года, включены в единый онлайн-каталог.